# Qrendi

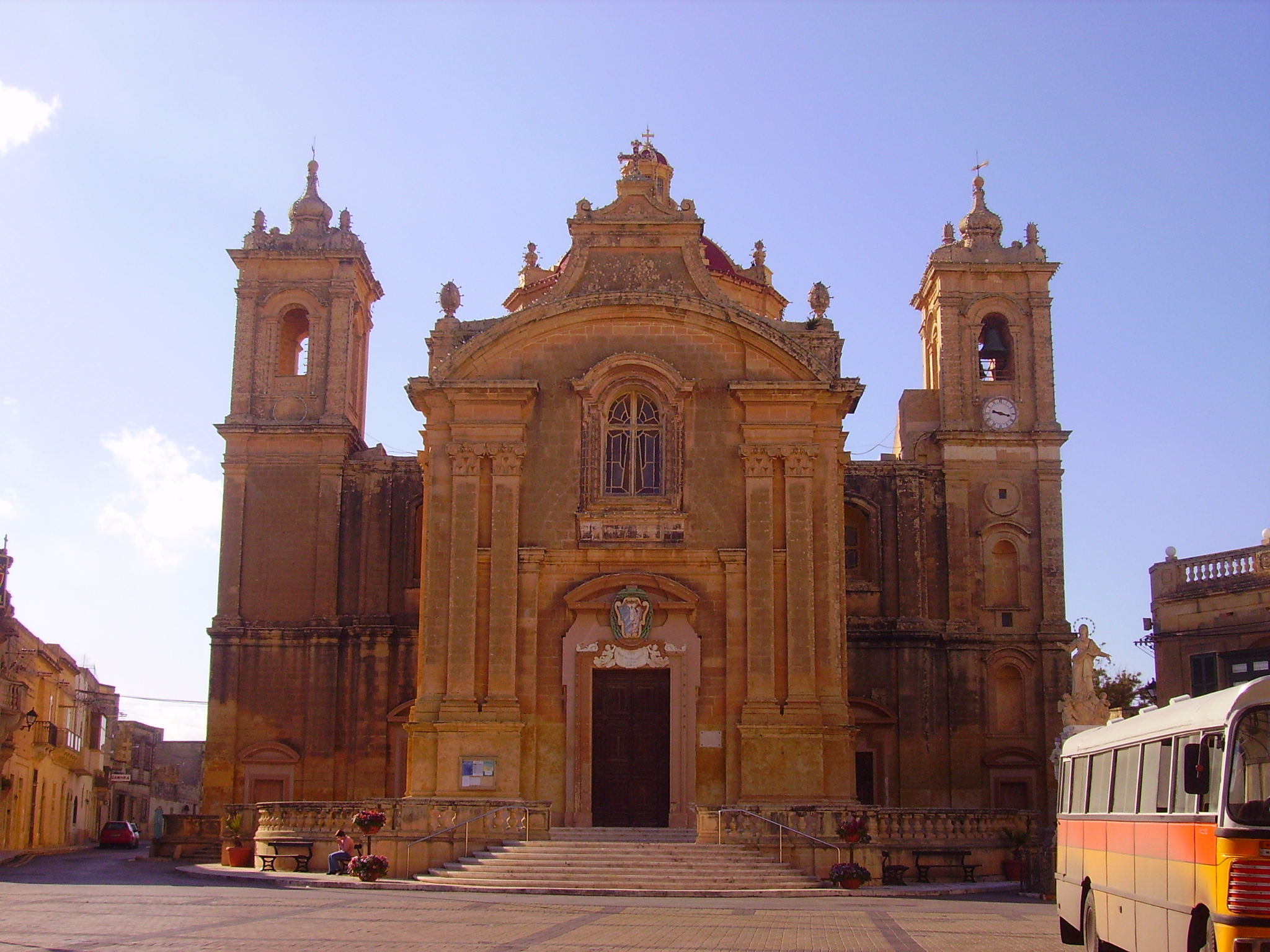
Igreja paroquial de Qrendi.

Qrendi é um povoado da ilha  de Malta em Malta.